# Ana Ularu
Ana Ularu (Bucarest, 26 giugno 1985) è un'attrice rumena.

## Biografia
È la figlia dello scenografo Nicolae Ularu e della costumista Mihaela Ularu. Oltre al romeno, parla fluentemente anche italiano, inglese, spagnolo e francese. Si è laureata all'Università nazionale d'arte teatrale e cinematografica Ion Luca Caragiale di Bucarest.
È nota soprattutto per aver interpretato il ruolo di Matilda in Periferic e il ruolo di West in Emerald City (2017).

## Filmografia

### Cinema
- Maria, regia di Cãlin Peter Netzer (2003)
- Damen tango, regia di Dinu Tãnase (2004)
- Italiencele, regia di Nap Toader (2004)
- Magnatul, regia di Șerban Marinescu (2004)
- Lost and Found, registi vari (2005)
- Hîrtia va fi albastrã, regia di Radu Muntean (2006)
- Un'altra giovinezza (Youth Without Youth), regia di Francis Ford Coppola (2007)
- Periferic (Outbound), regia di Bogdan George Apetri (2010)
- Diaz - Don't Clean Up This Blood, regia di Daniele Vicari (2012)
- Werewolf - La bestia è tornata (Werewolf: The Beast Among Us), regia di Louis Morneau (2012)
- Sunt o babă comunistă, regia di Stere Gulea (2013)
- O vara foarte instabila, regia di Anca Damian (2013)
- Una folle passione (Serena), regia di Susanne Bier (2014)
- Index Zero, regia di Lorenzo Sportiello (2014)
- Camera Trap, regia di Alex Verner (2014)
- The Man Who Was Thursday, regia di Balazs Juszt (2016)
- Die Reise mit Vater, regia di Anca Miruna Lazarescu (2016)
- La guerra di Sonson (Chosen), regia di Jasmin Dizdar (2016)
- Inferno, regia di Ron Howard (2016)
- The Marker, regia di Justin Edgar (2017)
- Charleston, regia di Andrei Cretulescu (2017)
- La settima musa (Muse), regia di Jaume Balagueró (2017)
- Siberia, regia di Matthew Ross (2018)

### Televisione
- Passion mortelle - film TV (1995)
- Meurtres par procuration - film TV (1995)
- Cu un pas inainte - serie TV, 13 episodi (2007)
- Anaconda - Sentiero di sangue - film TV (2009)
- Life on Top - serie TV, episodio 2x05 (2011)
- I Borgia - serie TV, episodio 3x05 (2013)
- Emerald City - miniserie TV (2017)
- Alex Rider – serie TV, 7 episodi (2020)
- Tribes of Europa – serie TV, 6 episodi (2021)
- Ragazze elettriche (The Power) – serie TV, 4 episodi (2023)
- Spy/Master, regia di Christopher Smith – miniserie TV (2023)
- Who Is Erin Carter?, regia di Bill Eagles, Ashley Way e Savina Dellicour – miniserie TV, 3 puntate (2023)
- Attacco al potere - Paris Has Fallen (Paris Has Fallen), regia di Oded Ruskin e Hans Herbots – miniserie TV, puntate (2024)
- Andor - serie TV, episodio 2x09 (2025)

### Cortometraggi
- Bucuresti–Berlin, regia di Anca Miruna Lazarescu (2005)
- Concluzie, regia di Gabriel Sandru (2005)
- Love Close-up, regia di Sebastian Voinea (2006)
- Iubire de-o noapte, regia di Florin Kevorkian (2006)
- Afterimage, regia di Catalin Leescu (2007)
- Waste, regia di Anton Groves (2012)
- L1-L5, regia di Letitia Rosculet (2012)
- Ramona, regia di Andrei Cretulescu (2015)
- Jan Peeters, regia di Miguel López Beraza (2015)
- Chinese Lanterns, regia di Bogdan Theodor Olteanu (2015)
- Trial, regia di The Brothers Lynch (2016)
- Humans in Frame, regia di Tudor Botezatu (2017)
- Lift Share, regia di Virginia Heath (2018)
- Ivy, regia di Sarra Tsorakidis (2018)
- Death and the Knight, regia di Radu Gaciu (2020)
- I Love You, Too, regia di Balazs Juszt (2020)

## Doppiatrici italiane
Nelle versioni in italiano delle opere in cui ha recitato, Ana Ularu è stata doppiata da:
- Benedetta Degli Innocenti in Una folle passione, Ragazze elettriche
- Gemma Donati in Inferno, Andor
- Valentina Mari in La settima musa
- Daniela Calò in Attacco al potere - Paris Has Fallen

## Riconoscimenti
- 2010 – Festival internazionale del cinema di Varsavia[4]
  - Menzione speciale per Periferic

- 2010 – Festival Internazionale del cinema di Salonicco
  - Miglior attrice per Periferic

- 2010 – Locarno Festival
  - Miglior attrice per Periferic

- 2012 –  Romanian Filmmakers Union
  - Miglior attrice per Periferic